# 贊比西下游國家公園
贊比西下游國家公園（Lower Zambezi National Park）是非洲中部國家贊比亞的國家公園，位於該國東南部贊比西河北岸，佔地4,092平方公里，成立於1983年，野生動物有非洲象、非洲水牛、豹、獵豹、河馬、尼羅鱷等。
15°45′S 29°20′E / 15.750°S 29.333°E